# وادي سيدي صالح
| مخطط المناخ وادي الساقي | مخطط المناخ وادي الساقي | مخطط المناخ وادي الساقي | مخطط المناخ وادي الساقي | مخطط المناخ وادي الساقي | مخطط المناخ وادي الساقي | مخطط المناخ وادي الساقي | مخطط المناخ وادي الساقي | مخطط المناخ وادي الساقي | مخطط المناخ وادي الساقي | مخطط المناخ وادي الساقي | مخطط المناخ وادي الساقي |
| --- | ----------------------- | ----------------------- | ----------------------- | ----------------------- | ----------------------- | ----------------------- | ----------------------- | ----------------------- | ----------------------- | ----------------------- | ----------------------- |
| 01 | 02                      | 03                      | 04                      | 05                      | 06                      | 07                      | 08                      | 09                      | 10                      | 11                      | 12                      |
| 33 16 5 | 29 19 6                 | 73 26 8                 | 26 31 12                | 13 38 14                | 7 43 20                 | 7 42 23                 | 17 44 23                | 50 37 19                | 55 31 15                | 24 22 9                 | 51 16 5                 |
| متوسط درجة-الحرارة °س مجاميع الهطل مم مصدر: |                         |                         |                         |                         |                         |                         |                         |                         |                         |                         |                         |
| بالوحدات الإنكليزية \| 01 \| 02 \| 03 \| 04 \| 05 \| 06 \| 07 \| 08 \| 09 \| 10 \| 11 \| 12 \| \| 1.3 61 41 \| 1.1 66 43 \| 2.9 79 46 \| 1 88 54 \| 0.5 100 57 \| 0.3 109 68 \| 0.3 108 73 \| 0.7 111 73 \| 2 99 66 \| 2.2 88 59 \| 0.9 72 48 \| 2 61 41 \| \| متوسط درجة-الحرارة °ف مجاميع الهطول ″ \| \| \| \| \| \| \| \| \| \| \| \| |                         |                         |                         |                         |                         |                         |                         |                         |                         |                         |                         |
| 01 | 02                      | 03                      | 04                      | 05                      | 06                      | 07                      | 08                      | 09                      | 10                      | 11                      | 12                      |
| 1.3 61 41 | 1.1 66 43               | 2.9 79 46               | 1 88 54                 | 0.5 100 57              | 0.3 109 68              | 0.3 108 73              | 0.7 111 73              | 2 99 66                 | 2.2 88 59               | 0.9 72 48               | 2 61 41                 |
| متوسط درجة-الحرارة °ف مجاميع الهطول ″ |                         |                         |                         |                         |                         |                         |                         |                         |                         |                         |                         |

وادي سيدي صالح هو وادي شرق تونس. يرتفع في المناطق النائية خلف مدينة صفاقس ويصب في شط المرداسية بالقرب من سيدي منصور (ولاية صفاقس) على ساحل البحر الأبيض المتوسط.
المناخ حار. متوسط درجة الحرارة 22 درجة مئوية. أحر الأشهر هو شهر أغسطس، بحوالي 34 درجة مئوية، وأبرد الأشهر شهر يناير عند 10 درجة مئوية. يبلغ متوسط هطول الأمطار 384 ملم في السنة.